# Гавайский тюлень-монах
Гавайский тюлень-монах (лат. Neomonachus schauinslandi) — вид морских млекопитающих семейства настоящих тюленей (Phocidae). Ранее включался в род тюленей-монахов (Monachus); в 2014 году вместе с вымершим карибским тюленем-монахом был выделен в отдельный род Neomonachus трибы Monachini. Находится под угрозой исчезновения.

## Внешний вид
Длина тела примерно 225 см. Окраска взрослых самцов на спине тёмно-коричневая или тёмно-серо-коричневая, с белым или желтовато-белым оттенком на брюхе. Самки более светлые и, как правило, крупнее самцов.

## Распространение
В настоящее время залежки размножающихся гавайских тюленей-монахов имеются на северо-западных атоллах Гавайских островов: Куре, Перл-энд-Хермес, Лисянского, Лейсан, Френч-Фригат-Шолс, Мидуэй. Прежде обитали также на островах главной группы Гавайского архипелага: Кауаи, Ниихау, Оаху и Гавайи.
С 1958 по 1996 годы численность тюленей сократилась на 60 %. К 2004 году их численность сократилась до 1400 особей. В прошлом снижение численности было в основном связано с перепромыслом. В настоящее время основными факторами, влияющими на сокращение популяции, являются нарушение покоя тюленей во время размножения и гибель при попадании в рыболовные сети.
В США охраняются законом.

## Образ жизни и питание
Экология сходна с таковой тюленя-монаха. Питаются различными рифовыми и придонными рыбами, а также головоногими моллюсками.

## Социальная структура и размножение
Самки гавайского тюленя-монаха имеют растянутый период деторождения с декабря по август с пиком в апреле — мае. Длина новорождённого около 125 см, масса 16 кг. Чёрный мягкий волосяной покров спустя 3—5 недель после рождения заменяется серебристо-серо-голубым на спине и серебристо-белым на брюхе. Самки приносят детёнышей, по-видимому, раз в два года. Линька тюленей происходит с мая по ноябрь, в основном в июле.